# Assolo (film 2016)
Assolo è un film del 2016, scritto e diretto da Laura Morante.
Il film è uscito nelle sale cinematografiche il 5 gennaio 2016.

## Trama
Flavia è una donna di mezza età che è reduce da due divorzi e ha due figli. Ha mantenuto buoni rapporti con i suoi due ex mariti, Gerardo e Willy, che si sono entrambi risposati con successo. La donna però si sente sola e poco realizzata, nonostante sia accolta in questa grande famiglia allargata.

## Promozione
Il trailer è uscito in anteprima sul sito de la Repubblica l'11 dicembre 2015. Lo stesso giorno è stata distribuita l'immagine della locandina del film.

## Distribuzione
Il film è uscito nelle sale cinematografiche il 5 gennaio 2016.

## Accoglienza

### Incassi
Nel primo weekend di programmazione, il film ha debuttato all'ottavo posto, con un incasso di 684000 €.

## Riconoscimenti
- 2016 - David di Donatello
  - Candidatura a Migliore attrice non protagonista a Piera Degli Esposti
- 2016 - Nastro d'argento
  - Candidatura a Migliore attrice non protagonista a Piera Degli Esposti
- 2016 - Globo d'oro
  - Candidatura a Miglior attrice a Laura Morante
  - Candidatura a Miglior musica a Nicola Piovani
  - Candidatura a Migliore commedia a Laura Morante
- 2016 - Ciak d'oro
  - Candidatura a Migliore attrice non protagonista a Carolina Crescentini
  - Candidatura a Migliore colonna sonora a Nicola Piovani